# Liste der Staatsoberhäupter 1126
Übersicht
◄◄ | ◄ | 1122 | 1123 | 1124 | 1125 | Liste der Staatsoberhäupter 1126 | 1127 | 1128 | 1129 | 1130 | ► | ►►

Weitere Ereignisse

## Afrika
- Ägypten (Fatimiden)
  - Sultan: al-Amir (1101–1130)

- Almoraviden
  - Herrscher: Ali ibn Yusuf ibn Taschfin (1106–1143)

- Äthiopien
  - Kaiser (Negus Negest): Gebra Maskal Lalibela (1119–1159)

- Hammadiden (im Osten Algeriens)
  - Herrscher: Yahya ibn al-Aziz (1121–1152)

- Ifriqiya (Ziriden) (Tunesien)
  - Herrscher: Al-Hassan ibn Ziri (1121–1152)

- Kanem
  - König: Dunama I. (1080–1133)

## Asien
- Bagan
  - König: Alaungsithu (1113–1167)

- Champa
  - König: Harivarman V. (1113–1129)

- China
  - Jin-Dynastie (in Nordchina)
    - Kaiser: Tàizōng (1123–1134)

  - Nördliche Song
    - Kaiser: Huizong (1100–1126)
    - Kaiser: Qinzong (1126–1127)

  - Xi Xia
    - Kaiser: Chóngzōng (1086–1139)

- Georgien
  - König: Dimitri I. (1125–1155) (1155–1156)

- Ghaznawiden (in Nordwest-Indien)
  - Sultan: Bahram Shah (1118–1157)

- Indien
  - Westliche Chalukya (in Westindien)
    - König: Vikramaditya VI. (1076–1127)

  - Chola (in Südindien)
    - König: Vikkrama Chola (1118–1135)

  - Hoysala (im heutigen Karnataka)
    - König: Vishnuvardhana (1108–1152)

  - Kaschmir (Lohara-Dynastie)
    - König: Sushala (1112–20) (1121–1128)

- Iran (Choresmier)
  - Sultan:  Qutb ed-Din Muhammad (1097–1128)

- Japan
  - Kaiser: Sutoku (1123–1142)

- Kalifat der Abbasiden
  - Kalif: al-Mustarschid (1118–1135)

- Kara Kitai
  - Khan: Tianyouwuliedi (1124–1144)

- Kambuja (Khmer)
  - König: Suryavarman II. (1113–1150)

- Kleinarmenien
  - Fürst: Thoros I. (1102–1129)

- Korea (Goryeo-Dynastie)
  - König: Injong (Goryeo) (1122–1146)

- Kreuzfahrerstaaten
  - Königreich Jerusalem
    - König: Balduin II. (1118–1131)

  - Fürstentum Antiochia
    - Fürst: Bohemund II. (1111–1130) (bis 1126 unter Vormundschaft)

  - Grafschaft Edessa
    - Graf: Joscelin I. (1119–1131)

  - Grafschaft Tripolis
    - Graf:  Pons von Tripolis (1112–1137)

- Seldschuken
  - Großseldschuken
    - Sultan: Ahmad Sanjar (1118–1153) (in Nischapur)

  - Beide Irak
    - Sultan: Mahmud II. ibn Muhammad (1118–1131) in Isfahan

  - Kerman
    - Sultan: Arslan Schah (1101–1142)

  - Rum-Seldschuken
    - Sultan: Mas'ud I. (1116–1156)

- Vietnam (Lý-Dynastie)
  - Kaiser: Lý Càn Đức (1072–1127)

## Europa
- Byzantinisches Reich
  - Kaiser: Johannes II. Komnenos (1118–1143)

- Dänemark
  - König: Niels (1104–1134)

- England
  - König: Heinrich I. (1100–1135)

- Frankreich
  - König: Ludwig VI. der Dicke (1108–1137)
  - Angoulême
    - Graf: Vulgrin II. Taillefer (1120–1140)

  - Anjou
    - Graf: Fulko V. (1109–1129)

  - Aquitanien
    - Herzog: Wilhelm IX. (1086–1127)

  - Armagnac
    - Graf: Géraud III (1110–1160)

  - Auvergne (Grafschaft)
    - Graf: Wilhelm VI. (1096–1136)

  - Auxerre
    - Graf: Wilhelm II. (1097–1147)

  - Bar
    - Graf: Rainald I. (1105–1149)

  - Blois
    - Graf: Theobald IV. (1102–1152)

  - Boulogne
    - Graf: Mathilda von Boulogne I. (1125–1151)

  - Bourbon
    - Herr: Archambault VII. (1120–1171)

  - Bretagne
    - Herzog: Conan III. (1112–1148)

  - Burgund (Herzogtum)
    - Herzog: Hugo II. (1103–1143)

  - Burgund (Freigrafschaft)
    - Pfalzgraf: Wilhelm III. das Kind (1125–1127)

  - Carcassonne
    - Vizegraf: Bernard Atton IV. Trencavel (1101–1129)

  - Champagne
    - Graf: Theobald II. (1102–1152)

  - Chartres
    - Graf: Theobald IV. (1102–1152)

  - Clermont
    - Graf: Rainald II. (1101–1157)

  - Comminges
    - Graf: Bernard I. (um 1105–um 1145)

  - Dauphiné
    - Graf: Guigues V. (1120–1162)

  - Eu
    - Graf: Heinrich I. (1096–1140)

  - Foix
    - Graf: Roger III. (1124–1148)

  - Forcalquier
    - Graf: Wilhelm I. (1092–1129)

  - Forez
    - Graf: Guigues I. (1107–1138)

  - Guînes
    - Graf: Robert Manasse I. (1091–1137)

  - Limoges
    - Vizegraf: Adémar III. (1090–1139)

  - Mâcon
    - Graf: Wilhelm III. (1102–1157)

  - Marche
    - Graf: Aldebert III. (1123–1145)

  - Maine
    - Graf: Fulko (1110–1129)

  - Nantes
    - Graf: Conan II. (1112–1148)

  - Narbonne
    - Vizegraf: Aimery II. (1105–1134)

  - Nevers
    - Graf: Wilhelm II. (1097–1147)

  - Normandie
    - Herzog: Heinrich I. (1106–1135)

  - Penthièvre
    - Graf: Stephan I. (1093–1138)

  - Périgord
    - Graf: Elie IV. (1117–um 1146)

  - Poitou
    - Graf: Wilhelm VII. der Troubadour (1086–1127)

  - Provence
    - Gräfin: Dulcia (1112–1127/30)
    - Graf: Berengar Raimund I. (1112–1131) (iure uxoris)

  - Rethel
    - Graf: Odo von Vitry (1124–1158) (iure uxoris)

  - Rodez
    - Graf: Richard III. (1112–1135)

  - Rouergue
    - Graf: Alfons Jordan (1120–1148)

  - Saint-Pol
    - Graf: Hugo III. Candavène (1122–1143)

  - Sancerre
    - Graf: Theobald IV. (1102–1152)

  - Soissons
    - Graf: Renaud II. (1118–1146)

  - Tonnerre
    - Graf: Wilhelm II. (1097–1147)

  - Grafschaft Toulouse
    - Graf: Alfons Jordan (1108–1148)

  - Uzès
    - Herr: Decan I. d’Uzès (1110–1138)

  - Vaudémont
    - Graf: Hugo I. (1118–1165)

  - Vendôme
    - Graf: Gottfried III. (1102–1137)

- Heiliges Römisches Reich
  - König: Lothar III. (1125–1137)
  - weltliche Fürstentümer
    - Baden
      - Markgraf: Hermann II. (1112–1130)

    - Bayern
      - Herzog: Heinrich IX. der Schwarze (1120–1126)
      - Herzog: Heinrich X. der Stolze (1126–1139)

    - Berg
      - Graf: Adolf II. (1106–1160)

    - Böhmen
      - Herzog: Soběslav I. (1125–1140)

    - Brabant
      - Landgraf: Gottfried I. (1095–1139)

    - Flandern
      - Graf: Karl I. (1119–1127)

    - Geldern
      - Graf: Gerhard I. (1096–1129)

    - Hennegau
      - Graf: Balduin IV. (1120–1171)

    - Hohenzollern
      - Graf: Friedrich II. (1125–1142)

    - Holland
      - Graf: Dietrich VI. (1121–1157)

    - Holstein
      - Graf: Adolf I. (1110–1130)

    - Jülich
      - Graf: Gerhard IV. (1114–1127)

    - Kärnten
      - Herzog: Engelbert (1123–1135)

    - Kleve
      - Graf: Arnold I. (1119–1147)

    - Lausitz
      - Markgraf: Albrecht I. (1124–1131)

    - Limburg
      - Herzog: Walram III. (1118–1139)

    - Lippe
      - Herr: Bernhard I. (vor 1123–1158)

    - Lothringen (Herrscherliste)
      - Niederlothringen
        - Herzog: Gottfried VI., der Bärtige (1106–1128)

      - Oberlothringen
        - Herzog: Simon I. (1115–1139)

    - Luxemburg
      - Graf: Wilhelm (1096–1129)

    - Markgrafschaft Meißen
      - Markgraf: Konrad der Große (1125–1157)

    - Namur
      - Graf: Gottfried (1102–1139)

    - Nassau
      - Graf: Ruprecht I. (1123–1154)

    - Nordmark
      - Markgraf: Heinrich II. (1114–1128)

    - Nürnberg
      - Burggraf: Gottfried II. von Raabs (1105–1137)

    - Oldenburg
      - Graf: Egilmar II. (1108–1142)

    - Österreich
      - Markgraf: Leopold III.  (1095–1136)

    - Pfalz
      - Pfalzgraf: Gottfried von Calw (1113–1126)
      - Pfalzgraf: Wilhelm von Ballenstedt (1126–1140) (bis 1129 unter Vormundschaft)

    - Saarbrücken
      - Graf: Friedrich (1105–1135)

    - Sachsen
      - Herzog: Lothar (1106–1137)

    - Schwaben
      - Herzog: Friedrich II. der Einäugige (1105–1147)

    - Steiermark
      - Markgraf: Leopold I.  (1122–1129)

    - Veldenz
      - Graf: Gerlach I. (1121–1146)

    - Württemberg
      - Graf: Konrad II. (1110–1143)

    - Zähringen
      - Herzog: Konrad I. (1122–1152)

- Italien
  - Kirchenstaat
    - Papst: Honorius II. (1124–1130)

  - Montferrat
    - Markgraf: Rainer (um 1100–1135/36)

  - Savoyen
    - Graf: Amadeus III. (1103–1148)

  - Sizilien
    - Graf: Roger II. (1105–1154) (ab 1130 König)

  - Venedig
    - Doge: Domenico Michiel (1118–1130)

- Norwegen
  - König: Sigurd I. (1103–1130)

- Polen
  - Herzog: Bolesław III. Schiefmund (1102–1138)

- Portugal
  - Graf: Alfons I. (1112–1185) (ab 1139 König)

- Russland
  - Kiew
    - Großfürst: Mstislaw I. der Große (1125–1132)

- Schottland
  - König: David I. (1124–1153)

- Schweden
  - König: Magnus der Starke (um 1125–1130)

- Serbien
  - Großžupan: Uroš I. (1118–1140)

- Spanien
  - Almoraviden: siehe Afrika
  - Aragon (1076–1134 Personalunion mit Navarra)
    - König: Alfons I. (1104–1134)

  - Cerdanya
    - Graf: Raimund Berengar III. der Große (1096–1131)

  - Galicien
    - König: Alfons VII. (1112–1154)

  - Kastilien (Personalunion mit León 1072–1157)
    - Königin: Urraca von Kastilien (Kastilien) (1109–1126)
    - König: Alfons VII. (1126–1157)

  - León (Personalunion mit Kastilien 1072–1157)
    - Königin: Urraca von Kastilien (Kastilien) (1109–1126)
    - König: Alfons VII. (1126–1157)

  - Navarra (1076–1134 Personalunion mit Aragon)
    - König: Alfons I. (1104–1134)

  - Urgell
    - Graf: Ermengol VI. (1102–1153)

- Ungarn
  - König: Stephan II. (1116–1131)